# Howard Crosby Butler
Pour les articles homonymes, voir Butler.
Howard Crosby Butler (7 mars 1872 Croton Falls, New York - 13 août 1922 Neuilly-sur-Seine) est un enseignant et archéologue américain.

## Biographie
Butler est diplômé de l'Université de Princeton, et plus tard a poursuivi des études spéciales à la Columbia School of Architecture et à l'École Américaine d'Études Classiques à Rome et à Athènes. En 1899, 1904 et 1909, il était à la tête d'expéditions archéologiques en Syrie. Il a supervisé les fouilles de Sardes, une distinction rare pour un Américain et un chrétien, en Turquie. Il est devenu professeur d'histoire de l'architecture à Princeton en 1905. Butler est tombé malade le 11 août 1922 après son retour de Sardes, via Naples. Il a été admis à l'Hôpital américain de Paris à Neuilly le 13 août et est décédé dans la nuit.
Il a écrit de nombreux articles sur l'archéologique dans des revues et des livres les plus importants sur Les ruines des abbayes écossaises (1900) et L'Histoire d'Athènes (1902).